# Collegio di Lincoln
Lincoln è un collegio elettorale inglese situato nel Lincolnshire, nelle Midlands Orientali, e rappresentato alla Camera dei comuni del Parlamento del Regno Unito. Elegge un membro del parlamento con il sistema maggioritario a turno unico; l'attuale parlamentare è Hamish Falconer del Partito Laburista, che rappresenta il collegio dal 2024.
Con l'abolizione del collegio di City of York del 2010, Lincoln è il collegio più antico con esistenza continuativa nel Regno Unito, per via della sua istituzione nel 1265.

## Estensione

Lincoln dal 2010 al 2024

- 1918-1950: il County Borough di Lincoln, e il distretto urbano di Bracebridge.
- 1950-1983: il County Borough di Lincoln.
- 1983-1997: la città di Lincoln e i ward del distretto di North Kesteven di Bracebridge Heath, North Hykeham Central, North Hykeham North, North Hykeham South, Skellingthorpe e Waddington West.
- 1997-2010: la città di Lincoln e il ward del distretto di North Kesteven di Bracebridge Heath.
- 2010-2024: la città di Lincoln e i ward del distretto di North Kesteven di Bracebridge Heath and Waddington East e Skellingthorpe.
- dal 2024: la città di Lincoln e i ward del distretto di North Kesteven di Bracebridge Heath; Skellingthorpe and Eagle e Waddington Rural.[1]

Il collegio, come il nome suggerisce, copre la city di Lincoln, nel Lincolnshire, e molti villaggi immediatamente confinanti.

## Storia
Lincoln inviò i primi deputati al Parlamento nel 1265, trent'anni prima che la completa rappresentanza delle città fosse introdotta nel Model Parliament; da allora ha sempre continuato ad eleggere deputati, anche se non esistono riferimenti prima della fine del XIII secolo. Le prime elezioni si tennero alla Guildhall e gli eletti erano solitamente ufficiali del borough.
La rappresentanza, che in origine era di due deputati, fu ridotta ad uno solo dal 1885.
Il collegio fu rappresentato per cinque anni dal futuro membro del Gabinetto Margaret Jackson, in seguito Margaret Beckett. Lincoln divenne il più antico collegio della nazione nel 2010, quando fu abolito il collegio di City of York.

## Membri del parlamento dal 1885
| Elezione | Elezione            | Deputato              | Partito               |
| -------- | ------------------- | --------------------- | --------------------- |
|          | 1885                | Joseph Ruston         | Liberale              |
|          | 1886                | Joseph Ruston         | Liberale Unionista    |
|          | 1886                | Frederick Kerans      | Conservatore          |
|          | 1892                | William Crosfield     | Liberale              |
|          | 1895                | Charles Seely         | Liberale Unionista    |
|          | 1906                | Charles Henry Roberts | Liberale              |
|          | 1918                | Alfred Thomas Davies  | Conservatore          |
|          | 1924                | Robert Arthur Taylor  | Laburista             |
|          | 1931                | Walter Liddall        | Conservatore          |
|          | 1945                | George Deer           | Laburista             |
| 1950     | Geoffrey de Freitas |                       | Laburista             |
| 1962 (S) | Dick Taverne        |                       | Laburista             |
|          | Dick Taverne        | 1973 (S)              | Democratico Laburista |
|          | Ott 1974            | Margaret Beckett      | Laburista             |
|          | 1979                | Kenneth Carlisle      | Conservatore          |
|          | 1997                | Gillian Merron        | Laburista             |
|          | 2010                | Karl McCartney        | Conservatore          |
|          | 2017                | Karen Lee             | Laburista             |
|          | 2019                | Karl McCartney        | Conservatore          |
|          | 2024                | Hamish Falconer       | Laburista             |

## Elezioni

### Elezioni negli anni 2020
| Partito                    | Partito                                           | Candidato                  | Risultati 4 luglio 2024 | Risultati 4 luglio 2024 |
| Partito                    | Partito                                           | Candidato                  | Voti                    | %                       |
| -------------------------- | ------------------------------------------------- | -------------------------- | ----------------------- | ----------------------- |
|                            | Laburista                                         | Hamish Falconer            | 18 470                  | 43,81                   |
|                            | Conservatore                                      | Karl McCartney             | 9 677                   | 22,95                   |
|                            | Reform UK                                         | Jamie-Lee McMillan         | 7 602                   | 18,03                   |
|                            | Verdi                                             | Sally Horscroft            | 2 751                   | 6,53                    |
|                            | Lib Dem                                           | Clare Smalley              | 2 580                   | 6,12                    |
|                            | Workers                                           | Linda Richardson           | 479                     | 1,14                    |
|                            | Liberale                                          | Charles Shaw               | 278                     | 0,66                    |
|                            | Indipendente                                      | Laura Ashby                | 243                     | 0,58                    |
|                            | Social Democratico                                | Craig Marshall             | 80                      | 0,19                    |
|                            |                                                   |                            |                         |                         |
| Iscritti                   | Iscritti                                          | Iscritti                   | 72 313                  | 100,00                  |
| ↳ Votanti (% su iscritti)  | ↳ Votanti (% su iscritti)                         | ↳ Votanti (% su iscritti)  | 42 160                  | 58,30                   |
| ↳ Astenuti (% su iscritti) | ↳ Astenuti (% su iscritti)                        | ↳ Astenuti (% su iscritti) | 30 153                  | 41,70                   |
|                            |                                                   |                            |                         |                         |
|                            | Esito: collegio passa da Conservatore a Laburista |                            |                         |                         |

### Elezioni negli anni 2010
| Partito                    | Partito                                           | Candidato                  | Risultati 12 dicembre 2019 | Risultati 12 dicembre 2019 |
| Partito                    | Partito                                           | Candidato                  | Voti                       | %                          |
| -------------------------- | ------------------------------------------------- | -------------------------- | -------------------------- | -------------------------- |
|                            | Conservatore                                      | Karl McCartney             | 24 267                     | 47,93                      |
|                            | Laburista                                         | Karen Lee                  | 20 753                     | 40,99                      |
|                            | Lib Dem                                           | Caroline Kenyon            | 2 422                      | 4,78                       |
|                            | Verdi                                             | Sally Horscroft            | 1 195                      | 2,36                       |
|                            | Brexit                                            | Reece Wilkes               | 1 079                      | 2,13                       |
|                            | Indipendente                                      | Rob Bradley                | 609                        | 1,20                       |
|                            | Liberale                                          | Charles Shaw               | 304                        | 0,60                       |
|                            |                                                   |                            |                            |                            |
| Iscritti                   | Iscritti                                          | Iscritti                   | 74 778                     | 100,00                     |
| ↳ Votanti (% su iscritti)  | ↳ Votanti (% su iscritti)                         | ↳ Votanti (% su iscritti)  | 50 629                     | 67,71                      |
| ↳ Astenuti (% su iscritti) | ↳ Astenuti (% su iscritti)                        | ↳ Astenuti (% su iscritti) | 24 149                     | 32,29                      |
|                            |                                                   |                            |                            |                            |
|                            | Esito: collegio passa da Laburista a Conservatore |                            |                            |                            |

| Partito                    | Partito                                           | Candidato                  | Risultati 8 giugno 2017 | Risultati 8 giugno 2017 |
| Partito                    | Partito                                           | Candidato                  | Voti                    | %                       |
| -------------------------- | ------------------------------------------------- | -------------------------- | ----------------------- | ----------------------- |
|                            | Laburista                                         | Karen Lee                  | 23 333                  | 47,89                   |
|                            | Conservatore                                      | Karl McCartney             | 21 795                  | 44,74                   |
|                            | UKIP                                              | Nick Smith                 | 1 287                   | 2,64                    |
|                            | Lib Dem                                           | Caroline Kenyon            | 1 284                   | 2,64                    |
|                            | Verdi                                             | Ben Loryman                | 583                     | 1,20                    |
|                            | Indipendente                                      | Phil Gray                  | 312                     | 0,64                    |
|                            | Indipendente                                      | Iain Scott-Burdon          | 124                     | 0,25                    |
|                            |                                                   |                            |                         |                         |
| Iscritti                   | Iscritti                                          | Iscritti                   | 73 150                  | 100,00                  |
| ↳ Votanti (% su iscritti)  | ↳ Votanti (% su iscritti)                         | ↳ Votanti (% su iscritti)  | 48 718                  | 66,60                   |
| ↳ Astenuti (% su iscritti) | ↳ Astenuti (% su iscritti)                        | ↳ Astenuti (% su iscritti) | 24 432                  | 33,40                   |
|                            |                                                   |                            |                         |                         |
|                            | Esito: collegio passa da Conservatore a Laburista |                            |                         |                         |

| Partito                    | Partito                                   | Candidato                  | Risultati 7 maggio 2015 | Risultati 7 maggio 2015 |
| Partito                    | Partito                                   | Candidato                  | Voti                    | %                       |
| -------------------------- | ----------------------------------------- | -------------------------- | ----------------------- | ----------------------- |
|                            | Conservatore                              | Karl McCartney             | 19 976                  | 42,64                   |
|                            | Laburista                                 | Lucy Rigby                 | 18 533                  | 39,56                   |
|                            | UKIP                                      | Nick Smith                 | 5 721                   | 12,21                   |
|                            | Lib Dem                                   | Ross Pepper                | 1 992                   | 4,25                    |
|                            | TUSC                                      | Elaine Smith               | 344                     | 0,73                    |
|                            | Lincolnshire Independent                  | Helen Powell               | 286                     | 0,61                    |
|                            |                                           |                            |                         |                         |
| Iscritti                   | Iscritti                                  | Iscritti                   | 74 132                  | 100,00                  |
| ↳ Votanti (% su iscritti)  | ↳ Votanti (% su iscritti)                 | ↳ Votanti (% su iscritti)  | 46 852                  | 63,20                   |
| ↳ Astenuti (% su iscritti) | ↳ Astenuti (% su iscritti)                | ↳ Astenuti (% su iscritti) | 27 280                  | 36,80                   |
|                            |                                           |                            |                         |                         |
|                            | Esito: collegio confermato a Conservatore |                            |                         |                         |

| Partito                    | Partito                                           | Candidato                  | Risultati 6 maggio 2010 | Risultati 6 maggio 2010 |
| Partito                    | Partito                                           | Candidato                  | Voti                    | %                       |
| -------------------------- | ------------------------------------------------- | -------------------------- | ----------------------- | ----------------------- |
|                            | Conservatore                                      | Karl McCartney             | 17 163                  | 37,54                   |
|                            | Laburista                                         | Gillian Merron             | 16 105                  | 35,22                   |
|                            | Lib Dem                                           | Reg Shore                  | 9 256                   | 20,24                   |
|                            | BNP                                               | Robert West                | 1 367                   | 2,99                    |
|                            | UKIP                                              | Nick Smith                 | 1 004                   | 2,20                    |
|                            | Democratici                                       | Ernest Coleman             | 604                     | 1,32                    |
|                            | Indipendente                                      | Gary Walker                | 222                     | 0,49                    |
|                            |                                                   |                            |                         |                         |
| Iscritti                   | Iscritti                                          | Iscritti                   | 73 506                  | 100,00                  |
| ↳ Votanti (% su iscritti)  | ↳ Votanti (% su iscritti)                         | ↳ Votanti (% su iscritti)  | 45 721                  | 62,20                   |
| ↳ Astenuti (% su iscritti) | ↳ Astenuti (% su iscritti)                        | ↳ Astenuti (% su iscritti) | 27 785                  | 37,80                   |
|                            |                                                   |                            |                         |                         |
|                            | Esito: collegio passa da Laburista a Conservatore |                            |                         |                         |

### Elezioni negli anni 2000
| Partito                    | Partito                                | Candidato                  | Risultati 5 maggio 2005 | Risultati 5 maggio 2005 |
| Partito                    | Partito                                | Candidato                  | Voti                    | %                       |
| -------------------------- | -------------------------------------- | -------------------------- | ----------------------- | ----------------------- |
|                            | Laburista                              | Gillian Merron             | 16 724                  | 45,38                   |
|                            | Conservatore                           | Karl McCartney             | 12 110                  | 32,86                   |
|                            | Lib Dem                                | Lisa Gabriel               | 6 715                   | 18,22                   |
|                            | UKIP                                   | Nicholas Smith             | 1 308                   | 3,55                    |
|                            |                                        |                            |                         |                         |
| Iscritti                   | Iscritti                               | Iscritti                   | 65 231                  | 100,00                  |
| ↳ Votanti (% su iscritti)  | ↳ Votanti (% su iscritti)              | ↳ Votanti (% su iscritti)  | 36 857                  | 56,50                   |
| ↳ Astenuti (% su iscritti) | ↳ Astenuti (% su iscritti)             | ↳ Astenuti (% su iscritti) | 28 374                  | 43,50                   |
|                            |                                        |                            |                         |                         |
|                            | Esito: collegio confermato a Laburista |                            |                         |                         |

| Partito                    | Partito                                | Candidato                  | Risultati 7 giugno 2001 | Risultati 7 giugno 2001 |
| Partito                    | Partito                                | Candidato                  | Voti                    | %                       |
| -------------------------- | -------------------------------------- | -------------------------- | ----------------------- | ----------------------- |
|                            | Laburista                              | Gillian Merron             | 20 003                  | 53,88                   |
|                            | Conservatore                           | Christine-Anne Talbot      | 11 583                  | 31,20                   |
|                            | Lib Dem                                | Lisa Gabriel               | 4 703                   | 12,67                   |
|                            | UKIP                                   | Rodger Doughty             | 836                     | 2,25                    |
|                            |                                        |                            |                         |                         |
| Iscritti                   | Iscritti                               | Iscritti                   | 66 294                  | 100,00                  |
| ↳ Votanti (% su iscritti)  | ↳ Votanti (% su iscritti)              | ↳ Votanti (% su iscritti)  | 37 125                  | 56,00                   |
| ↳ Astenuti (% su iscritti) | ↳ Astenuti (% su iscritti)             | ↳ Astenuti (% su iscritti) | 29 169                  | 44,00                   |
|                            |                                        |                            |                         |                         |
|                            | Esito: collegio confermato a Laburista |                            |                         |                         |

## Risultati dei referendum

### Referendum sulla permanenza del Regno Unito nell'Unione europea del 2016
|             | Collegio | Lasciare UE % | Rimanere in UE % |
| ----------- | -------- | ------------- | ---------------- |
|             | Lincoln  | 57,3%         | 42,7%            |
| Inghilterra | 53,3%    | 46,7%         |                  |
| Regno Unito | 51,9%    | 48,1%         |                  |